# Lonja del Pescado
La Lonja del Pescado (littéralement, Loge ou Halle du Poisson) est un bâtiment historique situé à Alicante, dans la Communauté valencienne.
Il a été bâti entre 1917 et 1921 dans un mélange des styles classiques et orientaux,. Le bâtiment a été organisé dans une suite d'espaces ouverts et fermés. Ses motifs ornementaux sont d'influence nord-africaine, avec des arcs outrepassés et des inscriptions rappelant l'alphabet arabe.
Il a été réhabilité après avoir été acquis par la Ville, et depuis 1992 est utilisé comme lieux d'expositions. Il a depuis accueilli de nombreuses expositions d'art et activités diverses.

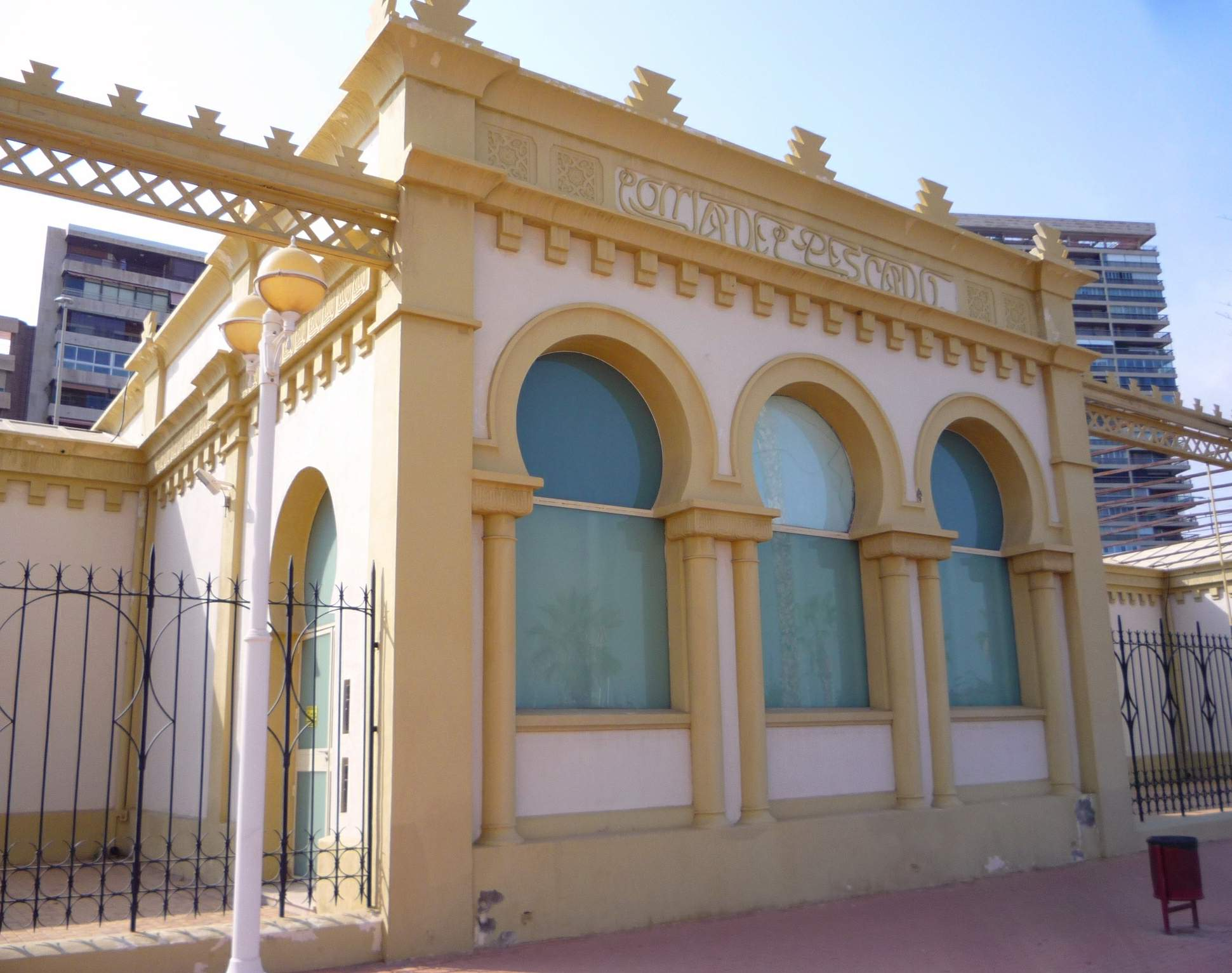
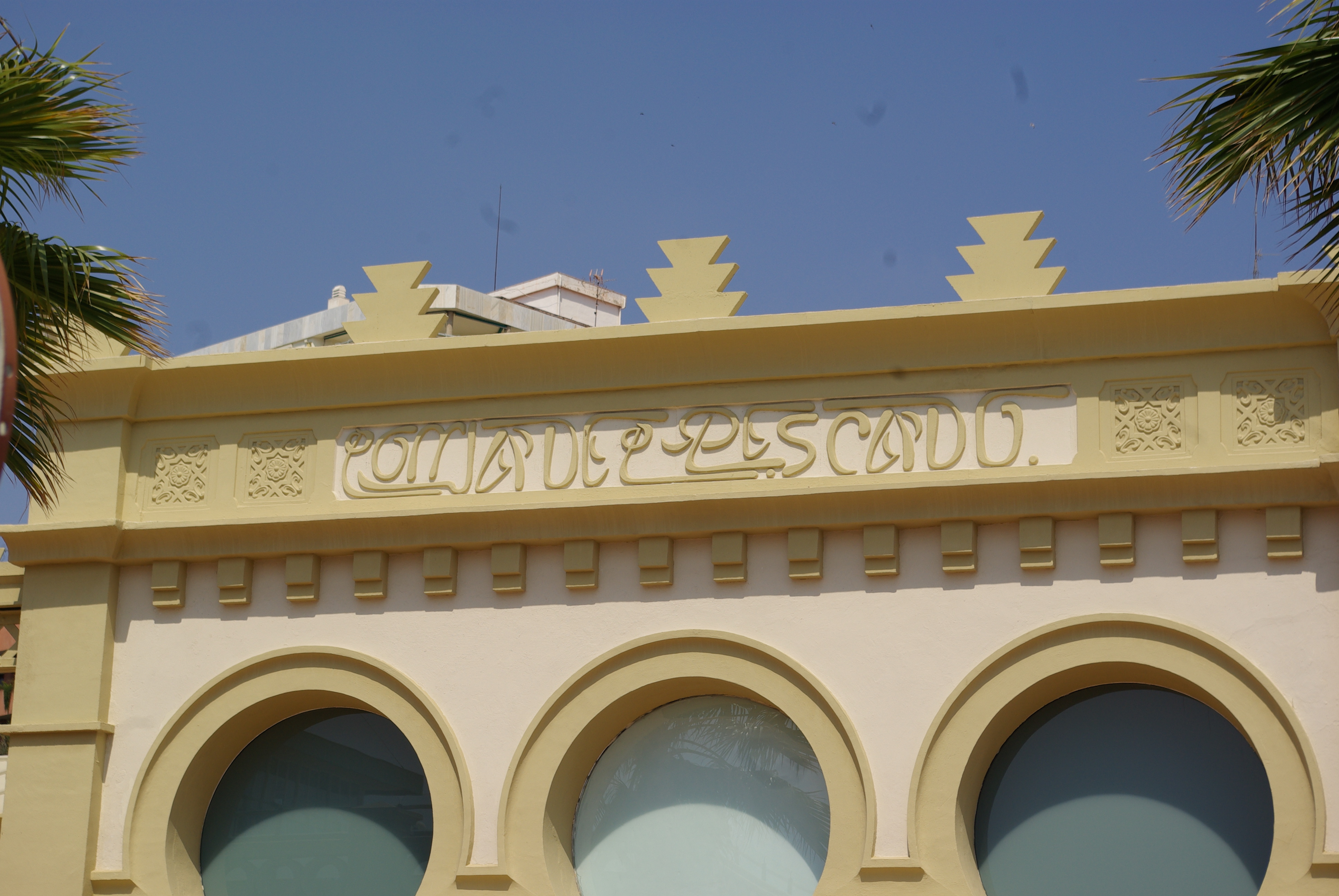

## Source de traduction
- (es) Cet article est partiellement ou en totalité issu de l’article de Wikipédia en espagnol intitulé « Lonja del Pescado (Alicante) » (voir la liste des auteurs).